# Primno brevidens
Primno brevidens is een vlokreeftensoort uit de familie van de Phrosinidae. De wetenschappelijke naam van de soort is voor het eerst geldig gepubliceerd in 1978 door Bowman.